# Потік Блендівський
Потік Блендівський (пол. Strumień Błędowski) — річка в Польщі, у Заверцянському повіті Сілезького воєводства. Права притока Білої Пшемши, (басейн Балтійського моря).

## Опис
Довжина річки приблизно 10,69 км, найкоротша відстань між витоком і гирлом — 7,02 км, коефіцієнт звивистості річки — 1,53 . Формується багатьма безіменними струмками, загатами та частково каналізована.

## Розташування
Бере початок на південно-східній стороні від села Тшебичка ґміни Лази. Спочатку тече переважно на південний схід через Денбіне, Ниву Загоржанську. Потім повертає на південний захід, тече через Загурце, Блендув (східний район міста Домброва-Гурнична) і у Руди впадає у річку Білу Пшемшу, ліву притоку Пшемши.

## Цікавий факт
- Біля гирла річки розташований пам'ятник природи «Липи Добецькі».